# Episodi di Michiko e Hatchin
Questa è la lista degli episodi di Michiko e Hatchin, anime dello studio Manglobe diretto da Sayo Yamamoto.
La serie è stata trasmessa su Fuji TV il mercoledì dal 15 ottobre 2008 al 18 marzo 2009; in Italia è andata in onda il martedì su MTV nella fascia dell'Anime Night dal 10 febbraio al 23 giugno 2009, su licenza Dynit.

## Lista episodi
Di seguito sono elencati gli episodi; in ognuno il titolo viene presentato sia in giapponese (o italiano) che in portoghese.
| Nº | Titolo italiano Giapponese 「Kanji」 - Rōmaji | In onda          | In onda          |
| Nº | Titolo italiano Giapponese 「Kanji」 - Rōmaji | Giapponese       | Italiano         |
| 1  | Addio, gelido paradiso (Adeus, Paraíso Insensível!) 「さらばだ！非情のパラダイス」 - Saraba da! Hijō no paradaisu (paradise) | 15 ottobre 2008  | 10 febbraio 2009 |
| 1  | Hana, una bambina di nove anni, vive con la sua famiglia adottiva in Sud America. Padre Pedro Belenbauza Yamada e la moglie Joanna l'hanno però adottata solamente al fine di ricevere un'indennità mensile e la trattano come una schiava, costringendola a svolgere tutti i lavori domestici e tormentandola costantemente. Un giorno, però, Michiko Malandro, una criminale appena fuggita di prigione, irrompe con una moto in casa dei Belenbauza e rapisce Hana. |                  |                  |
| 2  | La fuorilegge color zucchero di canna (O Açucar Mascavo Fora da Lei) 「掟破りブラウンシュガー」 - Okite yaburi buraun shugā (brown sugar) | 29 ottobre 2008  | 17 febbraio 2009 |
| 2  | Deciso che il nuovo soprannome di Hana sarà Hatchin, Michiko le spiega che ha deciso di prenderla con sé perché un tempo aveva una relazione con il padre di Hatchin, un tale Hiroshi Morenos, dato per morto in un incidente stradale dodici anni prima; Hatchin, però, è nata diversi anni dopo quel presunto incidente, da cui la convinzione di Michiko che Hiroshi sia ancora vivo e che con l'aiuto di Hatchin riuscirà a trovarlo. Giunte in una cittadina per rifornirsi di cibo e benzina, le due vengono bloccate da Atsuko Jackson, poliziotta e vecchia amica e rivale di Michiko, che cerca di catturarle; Hatchin non è molto convinta di voler restare con Michiko, ma quando si rende conto che la sua unica alternativa è tornare con i Belenbauza, sceglie di fidarsi della criminale. Padre Belenbauza Yamada, a questo punto, tenta di ucciderla per intascare l'assicurazione sulla vita di Hatchin, ma Mitchiko interviene e riesce a fermarlo. Michiko e Hatchin seminano quindi Atsuko e si rimettono in viaggio. |                  |                  |
| 3  | Flipper impazzito (Como um Fliperama Desesperado) 「しゃかりきピンボール」 - Shakariki pinbōru (pinball) | 5 novembre 2008  | 24 febbraio 2009 |
| 3  | Una vecchia veggente assicura Michiko che riuscirà a trovare Hiroshi e avvisa Hatchin che presto rischierà di essere uccisa. Hatchin non crede ad una sola parola, mentre Michiko prende la cosa molto seriamente e si mette a cercare Hiroshi per la città con un ritratto che ha fatto realizzare da un disegnatore. Hatchin, nel frattempo, si fa assumere dallo scorbutico padrone di un ristorante cinese per guadagnarsi il denaro per pagare un paio di scarpe che Michiko ha rubato per lei. Due ragazzini scappano dal locale dopo aver mangiato senza pagare; ignorando gli avvertimenti della veggente, Hatchin li insegue e rischia di essere uccisa dai ladri, ma viene salvata da Michiko. Le due vanno poi ad incontrare Hiroshi, che Michiko, grazie al ritratto, pensa di aver finalmente trovato, ma si scopre che c'è stato un malinteso: il disegno era sbagliato e l'uomo non è affatto Hiroshi. Michiko è furiosa e crede che la veggente l'abbia imbrogliata, ma Hatchin, dopo quanto è successo, ha capito che le predizioni erano in realtà esatte e si chiede cosa accadrà quando finalmente conoscerà suo padre. |                  |                  |
| 4  | Un mondo di gatti randagi (A Via Láctea da Gata de Rua) 「のら猫のミルキーウェイ」 - Noraneko no Mirukīwei (Milkway) | 12 novembre 2008 | 3 marzo 2009     |
| 4  | Pepe Lima è una spogliarellista che lavora per Rico, il capo delle favela di São Cabal, nel suo night club. La ragione per cui Pepe è finita a São Cabal è semplice: vuole racimolare un po' di soldi per poi fuggire a São Paraíso insieme a Lulù, la sua sorella minore. Rico pretende da Michiko un risarcimento per aver ferito uno dei suoi ragazzi, che si scopre essere uno dei ladri che avevano cercato di uccidere Hatchin; durante la discussione, Michiko perde il foglio con il ritratto di Hiroshi, che viene trovato proprio da Pepe. La donna decide allora d'ingannare Michiko fingendo di conoscere Hiroshi e la invita ad una serata al locale di Rico con l'intenzione di spillarle dei soldi, ma Michiko non ci casca. Pepe e Lulù, allora, derubano Rico e fuggono, ma Lulù viene catturata. Pepe chiede aiuto a Michiko per salvare la sorella, ma Michiko non ha alcuna intenzione di farsi coinvolgere e rifiuta, costringendola a tentare la sorte da sola. Michiko si pente quasi immediatamente di quello che ha fatto, ma ormai è troppo tardi: Pepe viene fermata dai bambini di Rico e uccisa in mezzo alla strada. |                  |                  |
| 5  | La saudade degli stolti - Parte I (A Saudade dos Tolos, Parte 1) 「愚か者たちのサウダージ PARTE 1」 - Oroka monotachi no saudāji PARTE 1 | 19 novembre 2008 | 10 marzo 2009    |
| 5  | Nel passato, Hiroshi, all'epoca membro della banda dei Monstro Preto, cerca di prendere in ostaggio la ragazza di Kiril Čapek, capo della banda rivale dei Fantasma, per ottenere la liberazione di alcuni uomini della Monstro, ma a causa di un errore s'imbatte invece in Michiko. Tra i due scatta un'attrazione immediata e Michiko decide di aiutare Hiroshi presentandosi lei stessa da Kiril per chiedere il rilascio; Kiril, però, rifiuta e la costringe ad andarsene. Dodici anni dopo, nel presente, Michiko e Hatchin arrivano a Vermelha, la città dov'è cresciuta Michiko, per rintracciare Satoshi Batista, una vecchia conoscenza di Hiroshi. Michiko incontra un suo amico, Ivan Hime, che le spiega cos'è successo dopo la sua incursione nel covo della Fantasma: il fatto provocò una guerra tra la Fantasma e la Monstro, causando tra l'altro la morte di Kiril, e Michiko, accusata di aver dato inizio a tutto, si attirò l'odio di entrambe le bande. La Monstro fu quasi del tutto distrutta e i membri rimanenti, di cui Satoshi divenne il capo, dovettero lasciare Vermelha. Michiko decide di farsi dire dalla Fantasma dove si trova Satoshi e di lasciare nel frattempo Hatchin all'orfanotrofio dov'è cresciuta, un istituto in cui lavora l'anziana Zélia Bastos; l'orfanotrofio, però, è coinvolto in un traffico di adozioni illegali e Zélia, con un pretesto, rifiuta di accogliere Hatchin per evitare che venga venduta. La Fantasma ha tenuto d'occhio Michiko sin dal suo arrivo a Vermelha e rapisce Hatchin con l'intenzione di costringere Michiko a farsi viva. |                  |                  |
| 6  | La saudade degli stolti - Parte II (A Saudade dos Tolos, Parte 2) 「愚か者たちのサウダージ PARTE 2」 - Oroka monotachi no saudāji PARTE 2 | 19 novembre 2008 | 17 marzo 2009    |
| 6  | Hatchin viene portata in un'arena per le corride controllata dalla Fantasma. Michiko, furiosa, affronta Zélia, rinfacciandole di non aver voluto aiutare Hatchin e di ritenerla responsabile se le accadrà qualcosa. Ivan indirizza Michiko all'arena e le rivela che il nuovo capo della Fantasma è Vasilij Nabokov, un tempo scagnozzo di Kiril, determinato a uccidere Michiko per vendicare la morte del boss. Vasilij telefona a Satoshi per informarlo della presenza di Michiko in città e nella conversazione tra i due si scopre che la Fantasma paga dei tributi a Satoshi, il quale è diventato quindi più potente di quanto tutti immaginassero. Michiko, aiutata da Ivan, s'infiltra nell'arena travestita da matador e affronta Vasilij, riuscendo infine a scaraventarlo nell'arena e a lasciarlo in balia di un toro. Approfittando del trambusto, Michiko e Hatchin scappano e riprendono il viaggio in cerca di Satoshi. L'intera vicenda all'arena viene seguita da Zélia in televisione: la donna, che dopo la sfuriata di Michiko si è pentita di non aver accolto Hatchin, si rende conto di aver fatto in realtà la cosa giusta e che forse, aiutando la piccola Hatchin a non separarsi da Michiko, ha finalmente iniziato a guadagnarsi la redenzione. |                  |                  |
| 7  | Piove noia dal cielo (A Chuva que Cai em Monotonia) 「雨におちるモノトーン」 - Ame ni ochiru monotōn | 3 dicembre 2008  | 24 marzo 2009    |
| 7  | A causa di un guasto alla moto, Mitchiko e Hatchin sono costrette a fermarsi per qualche giorno a Oasìs, un villaggio sulle rive di un fiume. Michiko conosce un affascinante uomo di nome Bruno da cui si sente molto attratta ma che è sposato con una parrucchiera, Anastàcia; Michiko è molto turbata sia perché si trova a dover mettere per la prima volta in discussione i propri sentimenti per Hiroshi sia per scrupolo nei confronti di Anastàcia. Hatchin, nel frattempo, è infastidita da una banda di ragazzini che le rubano addirittura le scarpe, ma Michiko è distratta da Bruno e non le presta alcuna attenzione. Hatchin è molto delusa e quando scopre la tresca tra Michiko e Bruno si scaglia contro Michiko, accusandola di pensare solo a se stessa; Michiko, però, capirà di essere caduta davvero in basso solo quando Anastàcia si presenterà da lei per informarla di essere al corrente di tutto e di sapere che Bruno, presto o tardi, si stancherà di Michiko esattamente come avvenuto con lei. Hatchin decide di andare a riprendersi da sola le scarpe e viene sfidata dal ragazzino a capo della banda a tuffarsi nel fiume per ripescarle; Hatchin accetta la sfida, ma una volta in acqua rischia di annegare. Il ragazzino, pentito, la salva e Hatchin riprende i sensi trovando, oltre che Michiko al proprio fianco, anche le scarpe. |                  |                  |
| 8  | Un gioco stupido e un fragore oscuro (Jogo Fatal dos Ruídos Negros) 「黒いノイズとドープなゲーム」 - Kuroi noizu (nose) to dōpu (dope) na gēmu (game) | 10 dicembre 2008 | 31 marzo 2009    |
| 8  | Atsuko e il suo vice Ricardo sono sulle tracce di Michiko e arrivano a Oasìs, scoprendo che Michiko e Hatchin sono partite di gran fretta dopo che Michiko, per non dover pagare la riparazione della moto, ha minacciato pesantemente il meccanico. Michiko e Hatchin arrivano ad Osso, la città dove hanno sentito che dovrebbe trovarsi Satoshi. Hatchin riferisce a Michiko di aver visto Satoshi in un albergo, ma quando Michiko lo incontra si scopre che si tratta in realtà di Davi Nativa, un impostore che si fa passare per Satoshi per intascare i tributi delle altre bande. Il vero Satoshi, venuto a sapere della cosa, incarica il suo braccio destro Shinsuke Rodriguez di risolvere il problema e Michiko decide di approfittarne per chiedere un incontro con Satoshi; Shinsuke acconsente a patto che Michiko e Davi superino una prova che consiste nel raggiungere una stazione abbandonata prendendo una serie di tram ed evitando gli uomini della Monstro. I due riescono nell'impresa e incontrano Shinsuke mentre Satoshi si accorda con Atsuko per attirare Michiko nella città di Terra. Hatchin, intanto, disgustata dal comportamento di Michiko, se ne va per conto suo. |                  |                  |
| 9  | La ragazzina innamorata (A Garota-Chocolate Apaixonada) 「変じたショコラッチ・ガール」 - Henjita shokoracchi gāru (girl) | 17 dicembre 2008 | 7 aprile 2009    |
| 9  | Hatchin arriva per conto proprio nella città di Perna e stringe amicizia con Rita, una ragazzina che lavora come acrobata in un circo itinerante, il Circo de Chocolate. Rita, nonostante abbia la stessa età di Hatchin, è innamorata di Gino, un uomo molto più grande di lei che lavora nello stesso circo; Maçã, un ragazzo che da sempre ha una cotta per Rita, confida ad Hatchin che Gino è fidanzato con Natalia, una cameriera da cui aspetta anche un figlio, e le chiede di mettere una buona parola per lui con Rita. Hatchin corre a riferire tutto a Rita, che però rifiuta di crederle. Pensando di aiutarla, Hatchin rivela a Gino i sentimenti di Rita, ma Gino, oltre a non prendere sul serio la cosa, le confida di aver intenzione di lasciare il circo per stabilirsi definitivamente a Perna con Natalia. Rita ascolta tutto e decide di esprimere un desiderio ad una statua piangente della Vergine Maria che si dice abbia il potere di far avverare i sogni, ma scopre che la statua, gravemente danneggiata da alcuni vandali, è stata rimpiazzata con un'altra; rendendosi conto di essere davvero solo una bambina, Rita decide di rinunciare a Gino. L'ultimo spettacolo di Gino e Rita è un grande successo, e Hatchin decide di unirsi al Circo de Chocolate. |                  |                  |
| 10 | Il carnevale delle iene (O Carnaval das Hienas) 「ハイエナどものカーニバル」 - Haiena domo no kānibaru (carnival) | 17 dicembre 2008 | 14 aprile 2009   |
| 10 | Nel passato, dodici anni prima, la guerra tra la Monstro Preto e la Fantasma diventa sempre più sanguinosa. Hiroshi confida a Michiko di aver intenzione di lasciare la Monstro, ma poco tempo dopo rimane apparentemente ucciso in un'esplosione. Nel presente, Satoshi ordina a Shinsuke di caricare una malridotta Michiko sul treno per Terra e costringe Seiji Manavé, un ex boss della Monstro con cui ha una questione in sospeso, di recuperare la donna alla stazione tenendo in ostaggio sua moglie Renée e suo figlio Romeo. Seiji obbedisce, ma Satoshi si vendica comunque uccidendo sia lui che la sua famiglia. Un flashback rivela il motivo dell'odio di Satoshi verso Seiji: da ragazzo, Satoshi voleva a tutti i costi diventare il capo della Monstro e cercò di eliminare Seiji, che però lo catturò e lo umiliò pubblicamente. Satoshi riuscì a salvarsi grazie ad Hiroshi, all'epoca il suo migliore amico, e da allora iniziò la sua scalata ai vertici della Monstro. Finalmente faccia a faccia con Michiko, Satoshi le rivela di aver orchestrato la faida con la Fantasma in modo da potersi sbarazzare dei capi della Monstro e prendere lui stesso il potere; la miccia che fece esplodere la guerra fu la morte di Kiril, ucciso in realtà da Satoshi in persona, ma di cui nessuno sospettò mai perché la colpa fu fatta ricadere su Michiko. Satoshi, poi, non sopportando che Hiroshi lasciasse la Monstro, diede ordine di farlo uccidere e fece arrestare Michiko con una soffiata ad Atsuko, ma ammette di non aver mai avuto alcuna prova che Hiroshi fosse davvero morto. Atsuko e Ricardo arrivano a Terra per prendere in consegna Michiko, ma Ricardo, agendo alle spalle di Atsuko e fiutando la possibilità di una promozione, cerca di arrestare anche Satoshi; nel parapiglia che segue, Satoshi riesce a darsi alla macchia e Atsuko lascia fuggire Michiko. |                  |                  |
| 11 | Linea di partenza sotto l'acquazzone (Tempestade no ponto de partida) 「どしゃ降りのスタートライン」 - Dosha ori no sutātorain (start line) | 7 gennaio 2009   | 21 aprile 2009   |
| 11 | Il giornalista Daniel Carneira conduce un'inchiesta sul Circo de Chocolate, sospettato di portare avanti un traffico di minori. Daniel fa irruzione nel circo e accusa apertamente la direttrice, Madame Michiko, al che la donna lo fa togliere di mezzo dal suo assistente Nuño, che lo addormenta con un tranquillante per animali. Tra i prossimi bambini che Madame Michiko intende vendere c'è anche Hatchin, che però non sospetta nulla e crede che i ragazzi verranno portati in gita ad un parco divertimenti. Michiko arriva al circo per riprendere la piccola compagna di viaggio, ma Hatchin non vuole andarsene e la caccia in malo modo. Quella notte, Madame Michiko e Nuño si preparano a caricare Hatchin e gli altri bambini su una mongolfiera per venderli; Daniel cerca di fermarli, ma viene sedato un'altra volta. Hatchin, a questo punto, capisce cosa stia davvero per succedere e con l'aiuto di Michiko riesce a mettere in salvo gli altri bambini. Madame Michiko, Nuño e il resto degli addetti del Circo de Chocolate vengono arrestati, Daniel ha finalmente il suo scoop e Michiko e Hatchin, di nuovo insieme, riprendono il viaggio. |                  |                  |
| 12 | Purgatorio telepatico a 108° (Telepatia a 108 Aédo Purgatório) 「地獄１０８℃のテレパシー」 - Jigoku 108°C no terepashī | 14 gennaio 2009  | 28 aprile 2009   |
| 12 | Michiko si ammala e Hatchin, non volendo portarla in ospedale per non farla scoprire dalla polizia, si rivolge a Deus, un guaritore che improvvisa su Michiko un rituale con cui, apparentemente, le estrae un pesce vivo dallo stomaco. Hatchin, per racimolare il denaro necessario a pagare Deus, accetta di lavorare come sorvegliante in una fazenda. Durante la prima notte di guardia, Hatchin riesce a mettere in fuga alcuni ladri, ma il padrone rifiuta di pagarla con il pretesto di non essere riuscita a catturare i malviventi; come se non bastasse, Hatchin scopre che, per ogni giorno di ritardo, dovrà pagare a Deus un interesse pari al doppio della tariffa originaria. Michiko, intanto, non migliora e soffre di allucinazioni in cui confonde un attore televisivo con Hiroshi e crede che abbia una relazione con un'altra donna. Hatchin scopre che Deus, in realtà, è un medico abusivo che sfrutta le parcelle dei suoi pazienti per pagarsi i debiti di gioco; furiosa, Hatchin si precipita da Deus, ma trova invece Michiko che malmena il guaritore, accusandolo di averle fatto una maledizione. Hatchin, a questo punto, capisce che tutto questo non sarebbe successo se avesse fatto fin dall'inizio l'unica cosa sensata, e convince Michiko ad andare in ospedale. |                  |                  |
| 13 | Un pesciolino rosso nella palude (Goldfish do brejo) 「泥沼のゴールドフィッシュ」 - Doronuma no gōrudofisshu (goldfish) | 21 gennaio 2009  | 5 maggio 2009    |
| 13 | Atsuko, come punizione per aver lasciato scappare Michiko, è stata degradata e riassegnata al posto di polizia di Ilha Azul, uno sperduto villaggio nel cuore della giungla. Una giovane ragazza di nome Vanessa Lee viene fermata per aver cercato di rubare delle patate; Atsuko è colpita da Vanessa, molto simile a Michiko sia per aspetto che per carattere, e ripensa ai tempi in cui lei e Michiko erano amiche per la pelle. Tra Atsuko e Vanessa nasce dunque una bizzarra amicizia, e Vanessa le chiede di aiutarla a recuperare un vaso all'interno delle rovine di Temanaga, non distanti da Ilha Azul, con cui potrebbe racimolare il denaro necessario a lasciare il paese. Atsuko, inizialmente, rifiuta, ma cambia idea quando Vanessa le confida di volersene andare per mettersi alla ricerca dell'uomo che ama, proprio come Michiko ha fatto per Hiroshi. Le due si inoltrano nelle rovine, ma il passaggio che conduce alla camera dove dovrebbe trovarsi il vaso è inaccessibile a causa dell'accumulo di gas velenosi, e Vanessa perde i sensi; Atsuko è costretta a trascinarla via di peso, e la ricerca si conclude con un fallimento. Vanessa, però, non si perde d'animo e decide di partire comunque. Atsuko decide di prenderla ad esempio e convince Ricardo, giunto a Ilha Azul per tenerla d'occhio nella speranza di una promozione, a mettersi assieme in cerca di Michiko. I due si dirigono dunque verso una piantagione di pomodori, l'ultimo luogo, stando ad un ritaglio di giornale trovato da Atsuko, dov'è stato visto Hiroshi. |                  |                  |
| 14 | Una corsa temeraria ed esplosiva (Ousadia do Corredor Explosivo) 「命知らずの暴発ランナー」 - Meichi razuno bouhatsu rannā (runner) | 28 gennaio 2009  | 12 maggio 2009   |
| 14 | Satoshi assolda due sicari per uccidere Michiko, Atsuko e Shinsuke, quest'ultimi due poiché ritenuti responsabili di aver permesso a Michiko di sfuggirgli. Michiko e Hatchin sostano in una città a causa dell'ennesimo guasto alla moto; Jair, il sicario assegnato a Michiko, le trova senza alcuna difficoltà, ma rimane così colpito da Michiko da rinunciare ad ucciderla a sangue freddo, preferendo piuttosto proporle una sfida ad armi pari. Il giorno dopo, Michiko, a bordo di un furgone prestato dal meccanico, si reca in una città vicina per recuperare un pezzo di ricambio per la moto e Jair la insegue su un'auto rubata, dando vita ad un rocambolesco duello ad alta velocità. La sfida è interrotta da Jim, l'altro assassino, che ha scelto a sua volta Michiko come bersaglio; Jair, irritato, spara a Jim e offre una tregua a Michiko, aiutandola a scappare. Satoshi, intanto, decide di occuparsi di persona di Shinsuke e lo investe con la propria macchina. Shinsuke sopravvive, sebbene con diverse ferite, e scoppia a ridere. |                  |                  |
| 15 | Graffiti nel vuoto (Grafite Desenhada em Vão) 「いたずらにグラフティ」 - Itazurani gurafuti | 5 febbraio 2009  | 19 maggio 2009   |
| 15 | Hatchin nota in una rivendita di libri usati Il Tucano nella Pioggia, una storia che leggeva di nascosto quando viveva con i Belenbauza e che non ha mai terminato a causa dell'arrivo di Michiko. Lenine, un ragazzo che lavora alla libreria, rimane molto colpito da Hatchin e si offre di regalarle la sua copia del Tucano nella Pioggia; Hatchin, confusa dalle attenzioni del ragazzo, rifiuta e rimane ancora più turbata quando più tardi Michiko le riferisce che Lenine è passato all'albergo per lasciarle il libro. Michiko capisce che Lenine è innamorato di Hatchin e che anche la piccola compagna di viaggio prova qualcosa per lui, ma decide di non interferire, limitandosi a ricordarle che presto dovranno ripartire. Hatchin si reca allora alla libreria per restituire Il Tucano nella Pioggia e salutare Lenine. Il proprietario, João Marnie, le racconta la storia di Lenine, spiegandole che il ragazzo soffre di perdite di memoria a causa di un incidente e che potrebbe quindi averla già dimenticata; Hatchin, pur consapevole che quest'ultimo incontro potrebbe spezzarle il cuore, decide di rischiare ugualmente e incontra Lenine, che le promette di non scordarsi mai di lei. Arriva il giorno della partenza, e Hatchin rivede per caso Lenine, ma il ragazzo non la riconosce. Hatchin, accettando finalmente di aver vissuto e già perduto il suo primo amore, crolla in lacrime tra le braccia di Michiko. |                  |                  |
| 16 | Étude vermiglio e infedele (A Vermelha Descrendice) 「まっ赤な不実のエチュード」 - Matsu akana fujitsu no echūdo (étude) | 11 febbraio 2009 | 26 maggio 2009   |
| 16 | Michiko e Hatchin arrivano nella piantagione di pomodori di Planicie Colheita, dove, secondo lo stesso articolo trovato da Atsuko, dovrebbe trovarsi un certo "Rock Morena", un uomo molto somigliante a Hiroshi. Elis Michaela, la proprietaria dell'impianto, conferma a Michiko che "Rock Morena" è Hiroshi e ha effettivamente lavorato per un certo periodo nella piantagione, ma se n'è andato non appena ha saputo che Michiko lo stava cercando. Elis rivela inoltre che lei e Hiroshi avevano una relazione e che era stato proprio Hiroshi a prendere l'iniziativa; Elis deride Michiko per la sua cieca fedeltà verso un uomo che ormai, evidentemente, non la ama più, ma all'arrivo di Atsuko e Ricardo aiuta comunque lei e Hatchin a scappare e le indirizza verso la città di São Paraíso, dove dovrebbe trovarsi Hiroshi. Elis, però, pur comprendendo i sentimenti di Michiko e ammirandone in fondo la tenacia, non perdona a Michiko di aver causato la partenza di Hiroshi e informa Atsuko e Ricardo che Michiko e Hatchin sono ora dirette a São Paraíso. |                  |                  |
| 17 | Rito di sangue! Opera che strazia il cuore (Tonelada de Sangue! A Ópera que Mexe no Coração) 「血斗！心さわぐオペラ」 - Chi to! Kokoro sawagu opera | 11 febbraio 2009 | 2 giugno 2009    |
| 17 | Michiko si rivolge al cartello criminale cinese Heike per procurarsi dei passaporti falsi per entrare a São Paraíso, ma quando si reca a ritirare i documenti scopre di essere stata borseggiata lungo il tragitto; la donna cerca quindi di prendere con la forza i passaporti, ma viene catturata dagli uomini del cartello. Hatchin, non vedendola tornare, si mette alla sua ricerca e viene aiutata da Nei Feng-Yi, un attore teatrale cinese. Nei incontra Eduardo e Wen, i capi della Heike, e accetta di partecipare ad una pericolosissima sfida in cambio della libertà di Michiko: dovrà correre su una trave d'acciaio sospesa nel vuoto legato a Michiko senza precipitare. Aiutato da Michiko, Nei vince la sfida ed Eduardo e Wen ne sono così impressionati da liberarli e consegnare a Michiko i passaporti. Nel frattempo, Shinsuke si allea con la Heike per vendicarsi di Satoshi. |                  |                  |
| 18 | Samba in una traiettoria folle (O Tolo que Avança como uma Bomba Sambista) 「あかんたれの弾道サンバ」 - Akantareno dandou sanba | 18 febbraio 2009 | 9 giugno 2009    |
| 18 | Michiko e Hatchin arrivano a São Paraíso, ma vengono scoperte e sono costrette a forzare la dogana. In città, le due s'imbattono in un vecchio socio di Hiroshi e Michiko è molto delusa di scoprire che Hiroshi non gli ha mai parlato di lei. Hatchin, a questo punto, è sicura che Hiroshi non voglia avere niente a che fare con loro, ma per aiutare Michiko, caduta in una profonda depressione, decide di rintracciare Feliciano, un noto attore televisivo che sembra abbia conosciuto Hiroshi. Hatchin si reca agli studi televisivi, ma Feliciano se ne va dopo una lite con un produttore e Hatchin lo perde di vista al termine di un rocambolesco inseguimento. Atsuko, in città assieme a Ricardo per seguire le tracce di Michiko, riconosce Hatchin e la indirizza presso il residence dove vive Feliciano. Si scopre che si è trattato di un equivoco e Feliciano non ha mai incontrato Hiroshi, ma Feliciano accetta comunque di accontentare Hatchin e riferisce a Michiko, falsamente, che Hiroshi non ha mai smesso di pensare a lei, facendole ritrovare il sorriso. |                  |                  |
| 19 | Irritanti farfalle scure (Irritante Borboleta que Interrompe a Luz) 「はがゆい遮光のバタフライ」 - Hagayui shakou no Batafurai (Butterfly) | 25 febbraio 2009 | 16 giugno 2009   |
| 19 | Satoshi scampa ad un attentato da parte degli Heike, scoprendo che il mandante è Shinsuke. Michiko e Hatchin s'intrufolano su un treno diretto a Goyana, dove si troverebbe ora Hiroshi in base alle informazioni avute dal suo socio a São Paraíso; Michiko non vede l'ora d'incontrarlo, ma Hatchin si sente in colpa per averle fatto credere che Hiroshi sia ancora innamorato di lei. Sul treno si trovano anche Satoshi e Atsuko, il primo in fuga dagli Heike e la seconda per offrire a Michiko un aiuto per espatriare; dopo aver parlato con Hatchin a São Paraíso e aver saputo la verità su Hiroshi, Atsuko, in nome della loro antica amicizia, ha deciso di lasciarla andare pur di evitarle il dolore che proverà una volta che avrà scoperto come stanno davvero le cose, ma Michiko rifiuta di credere che Hiroshi non la ami più. Shinsuke e i suoi uomini fanno deragliare il treno e Satoshi scappa dopo aver preso in ostaggio Hatchin. Michiko corre al suo inseguimento; Atsuko la lascia andare, dopodiché scoppia in lacrime. |                  |                  |
| 20 | Rendez-vous ammazzatutti (Chacina no Encontro Amoroso) 「みな殺しのランデヴー」 - Mina koroshi no randevū (rendezvous) | 4 marzo 2009     | 16 giugno 2009   |
| 20 | Satoshi decide di chiudere la questione con Shinsuke una volta per tutte e lo sfida a regolare i conti. Mentre aspettano l'arrivo di Shinsuke e dei suoi uomini, Satoshi racconta ad Hatchin la storia della propria amicizia con Hiroshi e le chiede se si fidi davvero di Michiko. Shinsuke e i suoi sferrano il loro attacco, ma Satoshi assicura Hatchin che la proteggerà fintantoché non l'avrà portato da Hiroshi. Satoshi ha la meglio e cattura Shinsuke, costringendolo ad una tortura a cui loro stessi avevano sottoposto un boss rivale dieci anni prima: trattenere il respiro sott'acqua per dieci minuti. Shinsuke non supera la prova e muore affogato. Satoshi, a questo punto, è finalmente libero e costringe Hatchin a condurlo da Hiroshi in cambio della libertà. Nel frattempo, Michiko, intuendo i piani di Satoshi, ruba una volante della polizia e forza un posto di blocco, diretta a Goyana. |                  |                  |
| 21 | Ultimo valzer fuori stagione (A Última Valsa que Florece Enlouquecida) 「狂い咲きラストワルツ」 - Kurui saki rasutowarutsu (last waltz) | 11 marzo 2009    | 23 giugno 2009   |
| 21 | Hatchin e Satoshi arrivano a Goyana, dove quest'ultimo si rivolge ad un boss locale, Juniño, per arrivare a Hiroshi. Juniño, che ha a sua volta dei conti in sospeso con Hiroshi, accetta, ma quando scopre chi è davvero Satoshi decide di eliminarlo. Anche Michiko arriva in città, ma è ormai braccata da tutte le pattuglie della zona ed è costretta a barricarsi in un parco divertimenti con tre ostaggi. Michiko riesce a scappare, ma un poliziotto uccide accidentalmente uno degli ostaggi e il capitano responsabile del caso decide di addossare la colpa a Michiko, che quindi ora verrà accusata anche di omicidio. Hatchin riesce a scappare da Satoshi ed a intravedere di sfuggita Hiroshi; Satoshi la raggiunge, ma viene ucciso dagli uomini di Juniño. Michiko interviene e porta in salvo Hatchin, ma vengono fermate dalla polizia. |                  |                  |
| 22 | Corri libera (Corra Simplesmente como se Deve Correr) 「ありのままで走れ」 - Arinomamade hashire | 18 marzo 2009    | 23 giugno 2009   |
| 22 | Il capitano cerca di forzare Michiko a reagire in modo da avere un pretesto per eliminarla ed insabbiare l'uccisione dell'ostaggio. Michiko e Hatchin fuggono a bordo di una volante; i poliziotti riescono ad accerchiarle, ma a causa di un errore di uno degli agenti, che per sbaglio fornisce al capitano un'arma scarica, le due riescono a scappare anche questa volta. Ricardo le cattura, ma Atsuko interviene e permette a Michiko e Hatchin di raggiungere la stazione, dove finalmente incontrano Hiroshi. Michiko è al settimo cielo, ma Hatchin non ha alcuna intenzione di restare con lui; Michiko, però, le fa capire di essersi ormai resa conto di come stanno veramente le cose e le fa promettere di rimanere con lui il tempo necessario per ripagare il proprio debito con la giustizia, dopodiché tornerà a prenderla. Dieci anni dopo, Hatchin, ora diciannovenne, lavora in un ristorante e cresce da sola il proprio figlio, avuto da un compagno che l'ha lasciata dopo pochi mesi; quanto ad Hiroshi, come svelato da lei stessa, se n'è andato poco tempo dopo il loro ricongiungimento assieme ad una nuova compagna. Michiko, invece, si è costituita ed è tornata in prigione, senza però essere accusata dell'omicidio al parco divertimenti, del quale è stata provata la sua innocenza. Hatchin ha da qualche tempo iniziato a ricevere pacchi anonimi; inizialmente confusa, Hatchin capisce infine che il mittente è Michiko. Ricostruendo il percorso delle consegne, Hatchin parte insieme al figlio e si riunisce a Michiko. |                  |                  |